# جنگل لابیش
جنگل لابیش (به لاتین: Lapiș Forest) یک منطقه حفاظت‌شده در رومانی است.